# Andrej Laharnar
Andrej Laharnar (tudi Andrea Lacainer), slovenski kmečki upornik, * (?), † 21. april 1714, Gorica.
Laharnar je bil leta 1713 eden od 11-tih voditeljev tolminskega kmečkega upora. Njegovo osebno ime (Andrea Lacainer) se omenja v kroniki goriške družine Dragogna. Po zadušitvi upora so ga usmrtili na goriškem Travniku. Obglavljen je bil 21. aprila 1714. Podobno kot Gregor Kobal tudi Laharnar ni bil razečtverjen, tako kot ostali uporniki, temveč obglavljen. Pokopan je v goriški cerkvi sv. Ivana.